# Canavieira
Canavieira là một đô thị thuộc bang Piauí, Brasil. Đô thị này có diện tích 1803,466 km², dân số năm 2007 là 3984 người, mật độ 2,21 người/km².